# Sa’id ibn Sultan
Sa’id ibn Sultan (ar. سعيد بن سلطان) (ur. 1791, zm. 19 października 1856) – pierwszy sułtan Maskatu i Omanu w latach 1807-1856.

## Życiorys
Jako pierwszy władca Omanu przyjął tytuł sułtana, w miejsce starego tytułu imama, który nosił jeszcze poprzedni władca Salim ibn Sultan.
Wraz ze swym bratem (Salim ibn Sultan) odziedziczył władzę, gdy zmarł ich ojciec Sultan ibn Ahmad w  1804. 14 września 1806 roku Sa’id obalił władzę brata i przejął pełnię władzy.
W roku 1840 przeniósł stolicę (od 1786 roku) z  Maskatu (Oman) do Stone Town (Mji Mkongwe, na wyspie Zanzibar).
W roku 1839 podpisał kolejny już omański układ o współpracy z Wielką Brytanią, co doprowadziło do powstania placówek handlowych brytyjskich na wybrzeżu Omanu i uzależnienie tego kraju od polityki Londynu. Brytyjczycy skłonili sułtana by zniósł niewolnictwo, co zaszkodziło gospodarce Omanu, ponieważ było ono jedną z jej głównych gałęzi.
Prócz tego podpisał w 1833 podobny układ z USA i z Francją w 1844. By nawiązać kontakty handlowe, wysłał w 1840 roku statek handlowy do USA.